# Kay Smits
Kay Kirsten Evert Smits (*  31. März 1997 in Geleen, Niederlande) ist ein niederländischer Handballspieler. Der 1,86 m große rechte Rückraumspieler spielt für die niederländische Männer-Handballnationalmannschaft und seit 2025 für den deutschen Bundesligisten VfL Gummersbach.

## Karriere

### Verein
Kay Smits spielte ab 2014 für die Herrenmannschaft der Limburg Lions, mit denen er 2015 Meister, Pokalsieger und Gewinner der multinationalen BENE-League wurde, zusätzlich wurde er zum größten Talent des Jahres gewählt. Nach zwei Jahren wagte er den Sprung zum deutschen Zweitligisten Wilhelmshavener HV. Der WHV konnte 2017/18 auch dank der 258 Treffer des Linkshänders knapp die Klasse halten. Im Anschluss unterschrieb er beim dänischen Erstligisten Team Tvis Holstebro. Mit den Dänen erreichte er das Halbfinale im EHF-Pokal 2018/19. In der Saison 2019/20 lieh ihn der deutsche Bundesligist SC Magdeburg als Ersatz für den verletzten Albin Lagergren aus. In der Saison 2020/21 war er mit 200 Toren zweitbester Torschütze der Håndboldligaen. Zur Saison 2021/22 verpflichtete ihn der SCM für zwei Jahre. Mit dem SCM gewann er den IHF Super Globe 2021 und die Deutsche Meisterschaft 2022. 2022 verteidigte er mit dem SCM den Titel beim IHF Super Globe 2022. Mit dem SCM gewann er die EHF Champions League 2022/23 im Finale gegen KS Kielce mit 30:29 nach Verlängerung. Nach zwölf Toren im Halbfinale erzielte er acht Treffer im Endspiel.
Zur Saison 2023/24 wechselte Smits zur SG Flensburg-Handewitt. Im Dezember 2023 wurde eine Herzmuskelentzündung festgestellt, wodurch er bis Mai 2024 ausfiel und die Europameisterschaft 2024 verpasste. Ende Mai 2024 gewann er kurz nach seinem Comeback mit der SG die EHF European League. 2025 gewann er erneut die EHF European League. Im Sommer 2025 wechselte er zum VfL Gummersbach.

### Nationalmannschaft
In der niederländischen Nationalmannschaft debütierte Kay Smits am 11. Juni 2016 gegen Polen. Er bestritt bisher 88 Länderspiele, in denen er 406 Tore erzielte.
Mit der Auswahl nahm er an der Europameisterschaft 2020 teil, war mit 22 Toren in drei Spielen bester Schütze der Niederländer und belegte mit ihnen den 17. Rang bei 24 Mannschaften. Bei der Europameisterschaft 2022 führte er bis zu seiner einer COVID-19-Infektion geschuldeten Isolation mit 45 Toren in fünf Spielen die Torschützenliste des Turniers an. Bei der Weltmeisterschaft 2023 war er mit 44 Toren erneut bester Werfer seiner Mannschaft, die das Turnier nach der Hauptrunde auf dem 14. Platz abschloss. Bei der Weltmeisterschaft 2025 warf er 23 Tore in sechs Spielen und belegte mit dem Team den 12. Platz.

### Saisonbilanzen
| Saison    | Verein                 | Spielklasse    | Spiele | Tore | 7-Meter | Feldtore |
| --------- | ---------------------- | -------------- | ------ | ---- | ------- | -------- |
| 2016/17   | Wilhelmshavener HV     | 2. Bundesliga  | 33     | 170  | 69      | 101      |
| 2017/18   | Wilhelmshavener HV     | 2. Bundesliga  | 37     | 258  | 80      | 178      |
| 2018/19   | Team Tvis Holstebro    | Håndboldligaen | 28     | 76   | 14      | 62       |
| 2019/20   | Team Tvis Holstebro    | Håndboldligaen | 18     | 29   | 2       | 27       |
| 2019/20   | SC Magdeburg           | Bundesliga     | 6      | 12   | 3       | 9        |
| 2020/21   | Team Tvis Holstebro    | Håndboldligaen | 34     | 200  | 52      | 148      |
| 2021/22   | SC Magdeburg           | Bundesliga     | 34     | 57   | 9       | 48       |
| 2022/23   | SC Magdeburg           | Bundesliga     | 34     | 190  | 74      | 116      |
| 2023/24   | SG Flensburg-Handewitt | Bundesliga     | 15     | 63   | 16      | 47       |
| 2024/25   | SG Flensburg-Handewitt | Bundesliga     | 18     | 40   | 7       | 33       |
| 2016–2025 | gesamt                 | gesamt         | 257    | 1073 | 326     | 747      |

## Privates
Kay Smits stammt aus einer Handballfamilie. Sein Vater Gino ist ehemaliger Nationalspieler und heute Handballtrainer, seine Mutter Cecile ehemalige Nationalspielerin, Bruder Jorn ebenfalls Nationalspieler und Schwester Inger Smits sogar Handball-Weltmeisterin.